# Hinchada del Club Atlético San Lorenzo de Almagro
La hinchada del Club Atlético San Lorenzo de Almagro es el grupo de seguidores que posee dicha institución deportiva de Argentina. A la hinchada en conjunto se la suele denominar La Gloriosa Butteler debido a que solían festejar las victorias de su equipo en la Plaza Enrique Santos Discépolo, ubicada en el barrio Azucena Butteler, a pocas cuadras del Gasómetro (antiguo estadio del club). Las encuestas suelen situar a San Lorenzo como el cuarto club con más hinchas en toda Argentina.
Durante la campaña del club en la segunda división en 1982, se vendió más de un millón de boletos, con un promedio de más de 25,000 por partido.  San Lorenzo estableció un récord de asistencia con aproximadamente 75,000 personas en un partido contra Tigre. Aunque las hinchadas de Boca y River lideran en recaudación, la hinchada de San Lorenzo ha sido consistentemente una de las más activas en ventas de entradas.
La hinchada de San Lorenzo es reconocida por los medios nacionales por su creatividad en la invención de cánticos que se han vuelto populares en el fútbol argentino y, en algunos casos, internacionalmente. Entre ellos se destaca la adaptación del tema Despacito de Luis Fonsi, que generó gran entusiasmo en las gradas y fue elogiado por el propio cantante.

## Historia

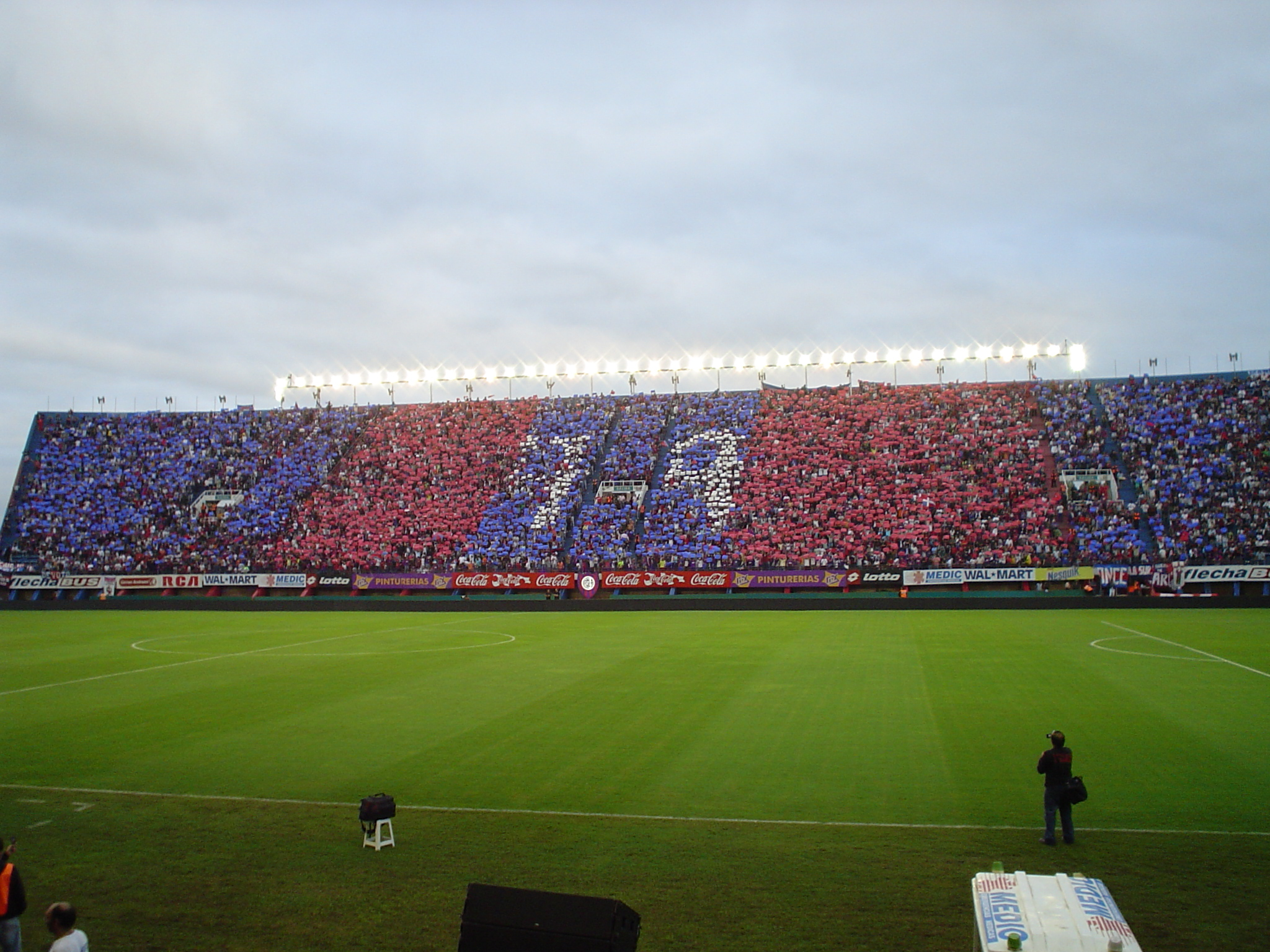
Hinchas de San Lorenzo en el Nuevo Gasómetro

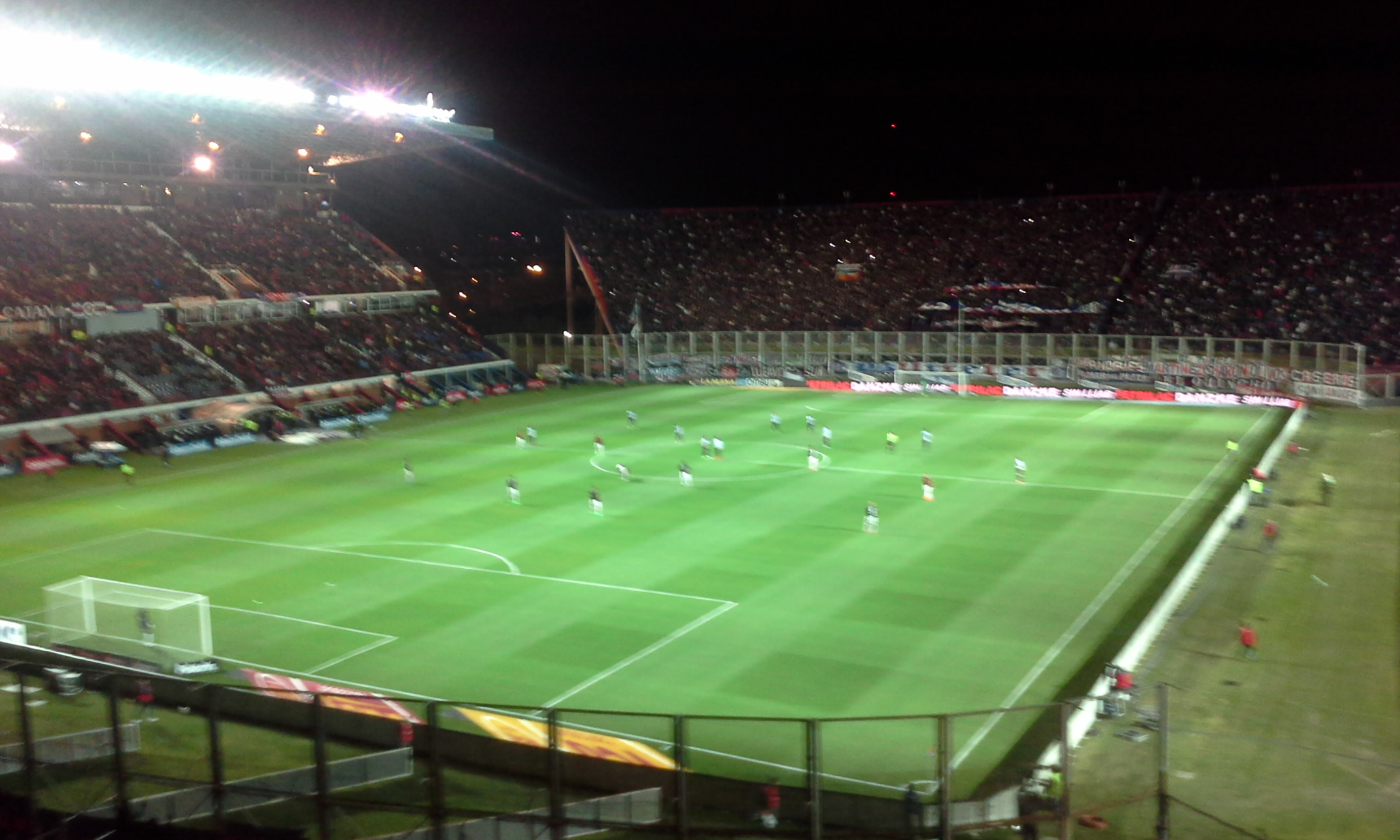
Hinchada de San Lorenzo en el clásico contra Racing Club

En 1927 se forma la Barra de la Goma, un grupo de simpatizantes que se reunían en el café «Dante» que se encontraban en un sector techado del estadio El Gasómetro y se encargaban de alentar al equipo. Fueron los primeros en promover la idiosincrasia de los barras bravas actuales. Surgió como un grupo organizado que defendía a los jugadores de San Lorenzo, puesto a que en esa época el club se encontraba peleando el campeonato y eran agredidos por hinchas de Boca y de Huracán.Armaban sus propias cachiporras de goma para arrebatar contra todas las hinchadas contrarias.
En 1946, San Lorenzo de Almagro se consagra campeón ante Newell's Old Boys, en el partido más corto del fútbol argentino, y las hinchadas de ambos equipos invaden el campo de juego para pegar al árbitro (para esa época, era un hecho inaudito).
En 1958, el club crea las pleteas «Bodas de Oro» atrás del arco. Un año después por primera vez una hinchada de fútbol se posiciona detrás del arco, en una pequeña tribuna. Es por ello que se la conoció como la Banda de la Tribuna Chica.
En 1968, más de 500 hinchas le dieron vuelta el auto al presidente del club para impedir la venta del Lobo Fischer a River.
En la década de 1970, la revista El Gráfico dispuso una sección llamada "cantos" dedicada a las canciones del Ciclón.
1982: La gente de San Lorenzo batió un récord de recaudaciones en su paso por la segunda división. Fueron 75.000 personas al estadio Monumental.
En 1988, se iza la primera bandera de La Gloriosa Butteler. De esta manera, se oficializa el nombre de la barra brava del club.
En 1995 una caravana de 30.000 personas van Rosario, convocados por Héctor «Bambino» Veira. La arenga del futbolista, es considerada por algunos medios de comunicación, como la mejor arenga hacia una hinchada.Después de 20 años, San Lorenzo vuelve a ser campeón.
En 2000, el 30 de noviembre, la Gloriosa impide el gerenciamiento del club a ISL desde entonces ese día se festeja el día del hincha.
El 19 de noviembre de 2006, los hinchas impiden que los jugadores salgan de la concentración para el partido con Racing ya que iba a ser a puertas cerradas.
En 2007, la recuperación de parte de los terrenos que pertenecían al Gasómetro (plaza Lorenzo Massa) a través de la ley de la reparación histórica con La Gloriosa Butteler metiendo presión en la legislatura porteña.
En 2008. la hinchada recibió el Centenario a las cero hora, con más de 22.000 personas, cuando la fiesta «oficial» era al otro día.
En 2011, la hinchada que lleva más de 42000 personas a la legislatura para una protesta por la recuperación de los terrenos de Av. La Plata
En 2016, en la final del Campeonato de Primera División, San Lorenzo disputó un partido contra Lanús, y 34 mil hinchas hicieron de local en el Estadio Monumental por sorteo.

## Día del Hincha de San Lorenzo

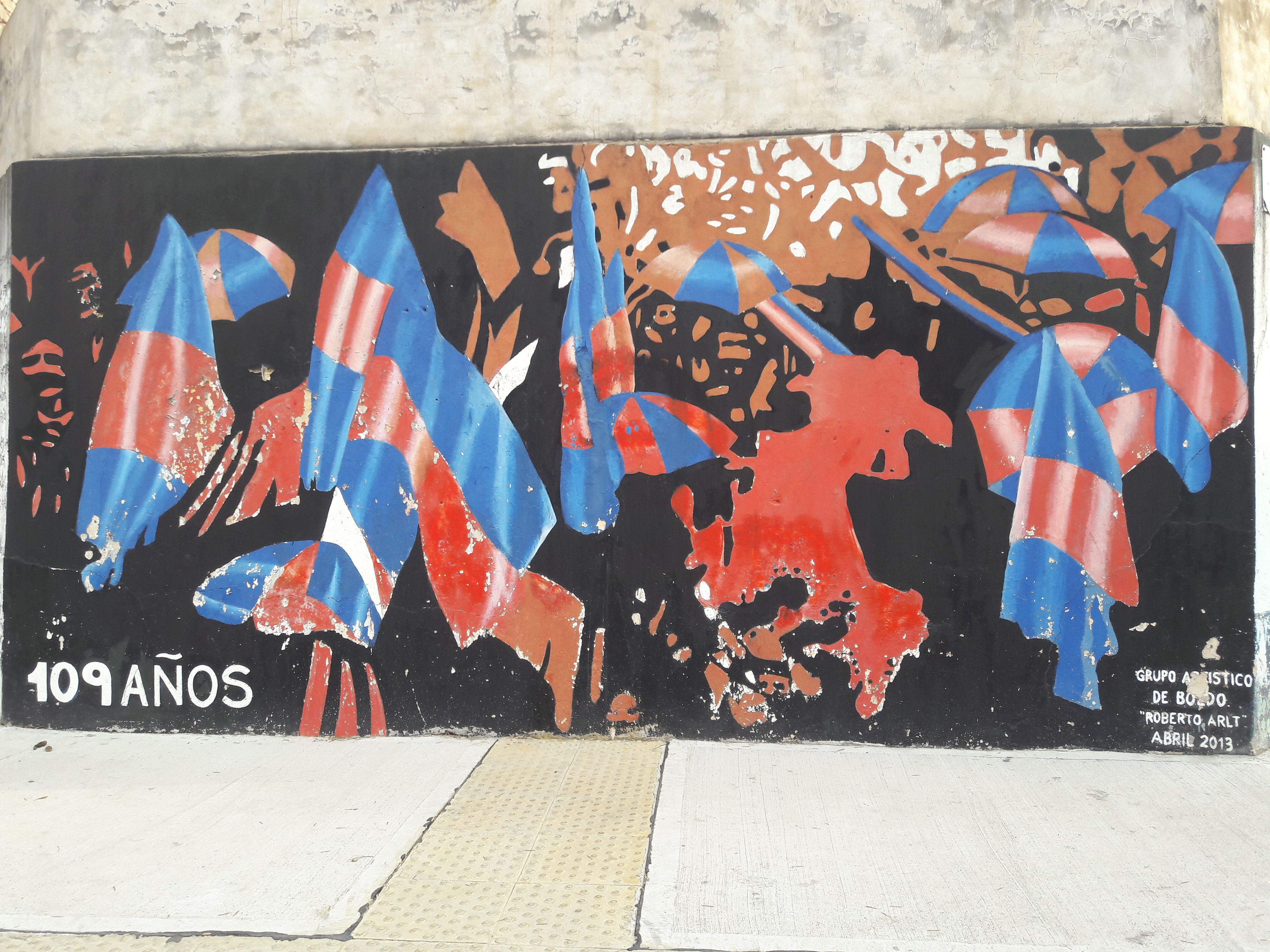
Mural realizado en honor a la hinchada de San Lorenzo

El 30 de noviembre de 2000 marcó un momento destacado en la historia del Club Atlético San Lorenzo de Almagro. En esta fecha, la comunidad sanlorencista se unió para expresar su oposición a la privatización del club. A través de manifestaciones y protestas, los seguidores de San Lorenzo rechazaron la firma de un contrato con la empresa ISL, con sede en Suiza.
Si bien la jornada estuvo marcada por incidentes de violencia, con una represión que dejó varios heridos en el estadio Pedro Bidegain, la determinación y unidad de los aficionados lograron evitar la concreción del acuerdo.

## Amistades

### Nacional

#### Amistad con Rosario Central
La relación entre la hinchada de San Lorenzo, conocida como La Butteler, y Los Guerreros de Rosario Central se remonta a la década de 1970, posiblemente después de una convocatoria de Juan Domingo Perón a las hinchadas más populares del país durante su tercer mandato presidencial. Durante años, esta amistad fue notable en los estadios, con intercambio de símbolos y cánticos conjuntos. Sin embargo, a principios del siglo XXI, esta relación se volvió tensa, probablemente a raíz de un partido entre San Lorenzo y River Plate en 1999, donde la barra brava de Central acusó a la de San Lorenzo de no jugar con todo su potencial para beneficiar a River.[cita requerida]
Los enfrentamientos se intensificaron con el tiempo, especialmente en las visitas de San Lorenzo a Rosario. A pesar de los desacuerdos, la mayoría de los seguidores continuaron manteniendo la amistad y compartiendo rituales de intercambio de símbolos. La reconciliación entre las barras en un partido en el Nuevo Gasómetro fortaleció esta amistad, que incluso fue reconocida por los clubes en redes sociales. En la actualidad, la relación entre las hinchadas se ha revitalizado, como se evidenció en un partido reciente donde ambas compartieron la previa y los hinchas de Central se sumaron a la tribuna local del cuervo.

#### Buena relación con Unión de Santa Fe
En la actualidad, existe una relación cordial entre los seguidores de San Lorenzo y los aficionados de Unión de Santa Fe. Esta relación se fundamenta en la histórica amistad entre el clásico rival de San Lorenzo, Huracán, y Colón de Santa Fe, principal adversario de Unión. Como resultado, es común observar en ocasiones prendas distintivas de ambos equipos en los encuentros de uno u otro. Aunque no se puede determinar con precisión el origen de esta afinidad, se especula que se consolidó después de un partido disputado en el Nuevo Gasómetro durante el Torneo Final 2013. En dicho encuentro, San Lorenzo derrotó a Unión por 4-2, lo que provocó el descenso del equipo santafesino. Sin embargo, al término del partido, los seguidores de San Lorenzo expresaron un gesto de reconocimiento hacia los jugadores y aficionados de Unión, que se encontraban en la tribuna visitante, en reconocimiento a su entrega durante el juego.[cita requerida]

### Internacional

#### Amistad con Cruzeiro
En el ámbito internacional, los seguidores de San Lorenzo han cultivado una sólida amistad con los aficionados de Cruzeiro de Brasil, impulsada por la devoción de Davidson Bernardes, líder de la barra de Cruzeiro, hacia el club argentino. Su vínculo con el Ciclón se gestó en 1998, durante las semifinales de la Copa Mercosur, cuando visitó el estadio azulgrana por primera vez. Aunque Cruzeiro quedó eliminado en esa ocasión, la pasión y el apoyo de la afición de San Lorenzo dejaron una profunda impresión en Bernardes, quien se declaró hincha del club.
La relación se consolidó en 2008, cuando San Lorenzo y Cruzeiro compartieron grupo en la Copa Libertadores. Los seguidores brasileños establecieron contactos con Los de la Sur, un grupo de seguidores de San Lorenzo ubicados en la Platea Sur del estadio Pedro Bidegain. Esta cálida recepción por parte de los hinchas de Cruzeiro hacia los sanlorencistas es poco común entre equipos argentinos y brasileños, dada la intensa rivalidad futbolística y los enfrentamientos habituales con la policía en los encuentros entre las hinchadas visitantes. En un gesto de reciprocidad, San Lorenzo brindó una acogida similar cuando los seguidores brasileños visitaron la Ciudad de Buenos Aires.

## Enfrentamientos
La Gloriosa Butteler posee una rivalidad histórica con la Banda de la Quema, del Club Atlético Huracán. Surge a raíz de que ambos equipos son rivales dentro del fútbol argentino, y sus relaciones han estado rodeadas de polémicas y violencia. También poseen rivalidades con el resto de los llamados cinco grandes: La Guardia Imperial (Racing Club), La 12 (Boca Juniors), Los Borrachos del Tablón (River Plate) y la Barra del Rojo (Independiente). Algunos rivales menores son: la Pandilla de Liniers (Vélez Sarsfield), Leprosos (Newell's Old Boys), Los Leales (Estudiantes de LP) y Los de Siempre (Colón).
En 1990 La Butteler y La 12 se intercambian proyectiles en la tercera bandeja de La Bombonera, lo que termina produciendo la muerte de Saturnino Cabrera, socio de Boca, que estaba en la tribuna de abajo. A la salida del partido, los de La 12 fue a buscar a los pocos barras de San Lorenzo que entraron a la cancha («El Poli» capo de La Butteler no entró porque los xeneizes lo habían amenazado de muerte y la policía lo andaba buscando) pero no sabían que afuera había 4 micros con el resto de la banda del Ciclón.
El 19 de diciembre de 1997, la Banda de la Quema avanzó por la avenida Francisco Fernández de la Cruz, donde está ubicada la puerta principal del Nuevo Gasómetro. Los miembros de la Butteler, que estaban comiendo un asado, se enteran de este hecho y van a buscar a los quemeros que venían acompañados de barras de Moron produciéndose un enfrentamiento cuerpo a cuerpo entre las barras, ambas llevaban armas de fuego causando un tiroteo en las afueras del estadio causando la muerte de Ulises Fernández, barra brava del Globo. Ese mismo año, seis integrantes de la Butteler fueron a una playa de Punta Mogotes (propiedad de Armentano, fanático de Vélez y Jefe de Seguridad del Presidente Menem) y se cruzan con otros seis de La Pandilla. Después, aparecen más barras de Vélez y se enfrentan. Al enterarse de esto, el resto de la barra del Ciclón, que estaban jugando al fútbol en un terreno baldío cerca de la casa donde paraban, van hacia la playa y se encuentran con los del Fortín.
En 2002 hinchas del Ciclón van a buscar a barras del Globo a Nueva Pompeya (cerca del Club Franja de Oro) y se producen un duro enfrentamiento. Un año después, integrantes de La Butteler se cruzan con miembros de La José en Boedo y les empiezan a pegar.
En 2007, unos 50 integrantes de La Pandilla de Vélez pasaron por el pasillo que se encuentra debajo de la platea sur del José Amalfitani y fueron hacia el alambrado divisor de los playones de la popular visitante y la platea sur. Ahí comenzaron a sacudir el mismo y a arrojarle piedras y algunos objetos (entre ellos un caño y una plancha de madera que tapiaba el alambrado) a los de San Lorenzo. Los del Ciclón respondieron la agresión tratando de romper el alambrado. Luego aparecieron dos caballos y muchos policías de a pie, que se dirigieron directamente a los hinchas visitantes, sumandose más efectivos que ingresaron por la puerta de la popular. Dejó herido a un hincha (tres costillas fisuradas) y muchos cuervos descompuestos por los gases. Un año después, un micro de los hinchas de San Lorenzo de Zona Norte baja en cancha de Vélez (algunos hinchas del Fortín estaban en la parrilla del club) y hubo enfrentamientos por Juan B. Justo. Es asesinado un joven hincha de Vélez Sarsfield llamado Emanuel Álvarez
El 1 de noviembre de 2008, la Gloriosa tuvo un enfrentamiento con la José C. Paz en la esquina de la avenida Cobo y la calle Doblas, a una cuadra de la plaza Butteler. Un barra brava de Huracán, Rodrigo Cafú Silvera, quedó herido de bala y moriría días después en el hospital.